# Задача об иголке
Задача об иголке состоит в определении минимальной площади фигуры на плоскости, в которой единичный отрезок, «иглу», можно развернуть на 180 градусов, вернув его в исходное положение с обращённой ориентацией.
Такое возможно проделать в круге радиуса 1/2.
Другой пример — фигура, ограниченная дельтоидой, — показан на картинке,
он имеет меньшую площадь.
Оказывается, что можно построить фигуру с произвольно малой площадью.

## История
Этот вопрос рассматривал Какея.
Он доказал, что для выпуклых областей минимальная площадь достигается для равностороннего треугольника с высотой 1.
Его площадь равна {\displaystyle 1/{\sqrt {3}}}.
Возможно, Какея также выдвинул гипотезу, что фигура, ограниченная дельтоидой, как на рисунке, имеет наименьшую площадь.
Это утверждение было опровергнуто Безиковичем.

## Множество Безиковича
А. С. Безикович построил компактное множество {\displaystyle K} нулевой меры, содержащее единичный отрезок в любом направлении; такие множества называются множествами Безиковича.
Отсюда легко следует, что иглу можно развернуть в фигуре произвольно малой площади.
Действительно, легко видеть, что единичный круг можно разбить на секторы и одними параллельными переносами поместить в произвольно малую окрестность множества {\displaystyle K}.
Заметим, что единичный отрезок можно передвинуть на параллельную прямую в фигуре произвольно малой площади.
Поэтому, повернув отрезок в одном секторе, его можно перетащить в следующий, пройдя по множеству произвольно малой площади; повторив эту операцию несколько раз, получим требуемый разворот.

## Вариации и обобщения
- В конструкции Безиковича при стремлении площади фигуры к нулю её диаметр стремится к бесконечности. В 1941 году Х. Дж. Ван Альфен показал[2], что иглу можно развернуть в фигуре сколь угодно малой площади, которая находится внутри круга с радиусом 2 + ε (для произвольного ε > 0).
- Определение множества Безиковича можно усилить, потребовав, чтобы оно содержало бесконечную прямую в каждом направлении. Такие множества нулевой меры также существуют.
  - Двойственнoe множество {\displaystyle W} точек к множеству этих прямых имеет следующее свойство: любая прямая из некоторой точки {\displaystyle x_{0}} проходит через {\displaystyle W}, но при этом для почти всех точек {\displaystyle x} прямые из {\displaystyle x} через точки {\displaystyle W} образуют множество нулевой меры.
- Существуют односвязные подходящие (в которых можно развернуть иглу) множества с площадью меньшей, чем у фигуры, ограниченной дельтоидой.
  - Такие примеры были найдены в 1965 году. Мелвин Блум и И. Ю. Шенберг показали, что их площадь можно сделать произвольно близкой к {\displaystyle {\tfrac {\pi }{24}}(5-2{\sqrt {2}})}.
  - В 1971 году Каннингем показал[3], что для любого ε > 0 существует подходящая односвязная фигура с площадью менее {\displaystyle {\tfrac {\pi }{108}}+\varepsilon }, содержащаяся в круге радиуса 1.

- Определим множество Безиковича в Rn как множество нулевой меры, содержащее единичный отрезок в любом направлении (такое множество также называется множеством Какея, или множеством Какейя). Так называемая гипотеза Какея утверждает, что множества Безиковича имеют размерность n (по Хаусдорфу и по Минковскому), то есть равна размерности объемлющего пространства.
  - Гипотеза Какея верна в размерностях 1, 2[4] и 3[5].
  - Вольфф показал[6], что в n-мерном пространстве размерность множества Безиковича должна быть по крайней мере (n+2)/2.
  - В 2002 году Кац и Тао улучшили оценку Вольффа[7], показав, что размерность не может быть меньше {\displaystyle (2-{\sqrt {2}})(n-4)+3}. Эта оценка лучше для n > 4.
- Определим (n, k)-множество Безиковича как компактное множество в Rn нулевой меры, содержащее в каждом k-мерном направлении k-мерный единичный диск.
Гипотеза про (n, k)-множества Безиковича: (n, k)-множеств Безиковича не существует при k > 1.
  - В 1979 году Марстранд доказал[8], что не существует (3, 2)-множества Безиковича.
  - Примерно в то же время, Фолкнер доказал[9], что нет (n, k)-множеств для 2k > n.
  - Лучшая оценка на сегодня принадлежит Бургейну, который доказал[10], что множества, у которых 2k-1 + k > n, не существуют.
- В 1997[11] и 1999[12] году Вольфф доказал, что множества, содержащие сферу любого радиуса, должны иметь полную размерность, то есть размерность объемлющего пространства.
- Элиас Штайн доказал[13], что любое множество, содержащее сферу вокруг каждой точки, должно иметь положительную меру при n ≥ 3, и Марстранд доказал[14] то же для случая n = 2.
- В 1999 году Вольфф сформулировал аналог задачи об игле для конечных полей. Пусть F — конечное поле. Множество K ⊆ Fn называется множеством Безиковича, если для каждого вектора y∈Fn существует такой x∈Fn, что K содержит все вектора вида {x + ty : t ∈ F}.

- Задача об игле в пространстве над конечным полем: Число элементов в K не меньше cn|F|n, где cn>0 — константа, которая зависит только от n.
- Двир доказал эту гипотезу для cn = 1/n!, используя следующий аргумент. Двир отметил, что любой многочлен с n переменными степени менее чем |F|, который равен нулю на множестве Безиковича, должен быть тождественно равен нулю. С другой стороны, многочлены с n переменными степени менее чем |F| образуют векторное пространство размерности

{\displaystyle {|\mathbf {F} |+n-1 \choose n}\geqslant {\frac {|\mathbf {F} |^{n}}{n!}}.}
Следовательно, существует хотя бы один нетривиальный многочлен степени меньше, чем |F|, который равен нулю на произвольном множестве с меньшим числом точек. Отсюда множество Безиковича должно иметь хотя бы |F|n/n! точек. Двир написал обзорную статью об этой задаче.

## Приложения
- В 1971 году Фефферман использовал[17] построение множества Безиковича, чтобы показать, что в размерности большей, чем 1, усеченные интегралы Фурье, взятые по шарам с центром в начале координат с радиусами, стремящимися к бесконечности, могут не сходиться по норме Lp при р ≠ 2 (в отличие от одномерного случая, где такие усеченные интегралы сходятся).

## Внешние ссылки
- The Kakeya problem, and connections to harmonic analysis at University of British Columbia.
- Besicovitch at UCLA
- Kakeya needle problem at mathworld
- An Introduction to Besicovitch-Kakeya Sets